# Ozarba hypoxanthana
Ozarba hypoxanthana är en fjärilsart som beskrevs av Embrik Strand 1917. Ozarba hypoxanthana ingår i släktet Ozarba och familjen nattflyn. Inga underarter finns listade i Catalogue of Life.